# Neoleptoneta bonita
Neoleptoneta bonita är en spindelart som först beskrevs av Willis J. Gertsch 1974.  Neoleptoneta bonita ingår i släktet Neoleptoneta och familjen Leptonetidae. Inga underarter finns listade i Catalogue of Life.